# Alexander Olegowitsch Kutizki
Alexander Olegowitsch Kutizki (russisch Александр Олегович Кутицкий; * 1. Januar 2002 in Moskau) ist ein russischer Fußballspieler.

## Karriere
Kutizki begann seine Karriere beim FK Dynamo Moskau. Im September 2020 spielte er erstmals für die zweite Mannschaft Dynamos in der drittklassigen Perwenstwo PFL. Im November 2020 stand er gegen Lokomotive Moskau erstmals im Profikader des Hauptstadtklubs. Sein Profidebüt gab er im Februar 2021 im Cup gegen Spartak Moskau. In der Saison 2020/21 blieb das sein einziges Spiel für die erste Mannschaft, für die Reserve kam er bis Saisonende zu 16 Drittligaeinsätzen, in denen er ein Tor erzielte.
Im Juli 2021 debütierte er schließlich in der Premjer-Liga, als er am ersten Spieltag der Saison 2021/22 gegen den FK Rostow in der 75. Minute für Nikola Moro eingewechselt wurde.